# Freedom House
Freedom House (дослівний переклад — «дім свободи») — міжнародна правозахисна неурядова організація фінансована урядом США, що займається підтримкою та дослідженням стану демократії, політичних свобод і дотримання основних прав людини. Публікує щорічні звіти з оцінкою ступеня демократичних свобод, свобода преси та свободи в мережі по кожній країні світу, а також спеціальні доповіді про країни перехідного періоду, які широко використовуються в політичних дослідженнях та публікаціях засобів масової інформації.
Заснована в жовтні 1941 року Венделл Вілкі та Елеонорою Рузвельт, Freedom House стала першою американською неурядовою організацією, що почала підтримувати та просувати свободи у всьому світі.
Центральний офіс організації знаходиться у Вашингтоні. Також існують декілька офісів у різних регіонах по всьому світу, зокрема і в Україні.

## Історія організації
Freedom House була започаткована 1941 року в Нью-Йорку у результаті об'єднання представників основних політичних сил, інтелектуальних та бізнесових кіл, за підтримки Президента США Франкліна Делано Рузвельта (1933—1945), аби підтримати ідею втручання Америки у Другій світовій війні у той час, коли серед американського суспільства була поширена позиція ізоляціонізму.
Основною ідею існування організації було підтримка та просування ідей та принципів демократії, та захист основоположних прав і свобод людини, Freedom House брала активну участь у боротьбі із загрозою розповсюдження тоталітаризму у ХХ сторіччі, зокрема націонал-соціалізму та комунізму. Після завершення Другої світової війни, організація підтримувала ідею створення НАТО та впровадження Плану Маршалла для відбудови повоєнної Європи.
Freedom House підтримувала лідерів правозахисних рухів та активістів громадських організацій, зокрема Рей Вілкінса, Мартіна Лютера Кінга, Андрія Сахарова та інших. 70-тих років організація починає активні кампанії просування ідей демократії та захисту прав і свобод людини в Азії, Африці, Близькому Сході та Латинській Америці у відповідь на розповсюдження комуністичних режимів у цих регіонах.
Після завершення Холодної війни організація Freedom House була активно залучена до процесу становлення основних інститутів демократії, принципів вільних виборів, незалежних медіа та громадських організацій у пострадянських країнах.
З 1973 року Freedom House видає щорічну доповідь «Свобода у світі» про стан демократії та рівень захисту свобод у країнах по всьому світу. Також щорічно виходять дослідження про стан свободи в засобах масової інформації та в мережі Інтернет: «Свобода преси» та «Свобода в мережі». Також публікуються спеціальні доповіді та щорічні дослідження з актуальних тем: «Країни перехідного періоду», «Країни на роздоріжжі» та «Права жінок на Близькому Сході та Північній Африці».
Наразі Freedom House продовжує діяльність відповідно до ідей, що лежать в основі її створення, співпрацюючи з міжнародними організаціями, світовими лідерами, громадськими активістами, правозахисниками, журналістами та експертами по всьому світу.

## Звіти Freedom House

### Свобода у світі

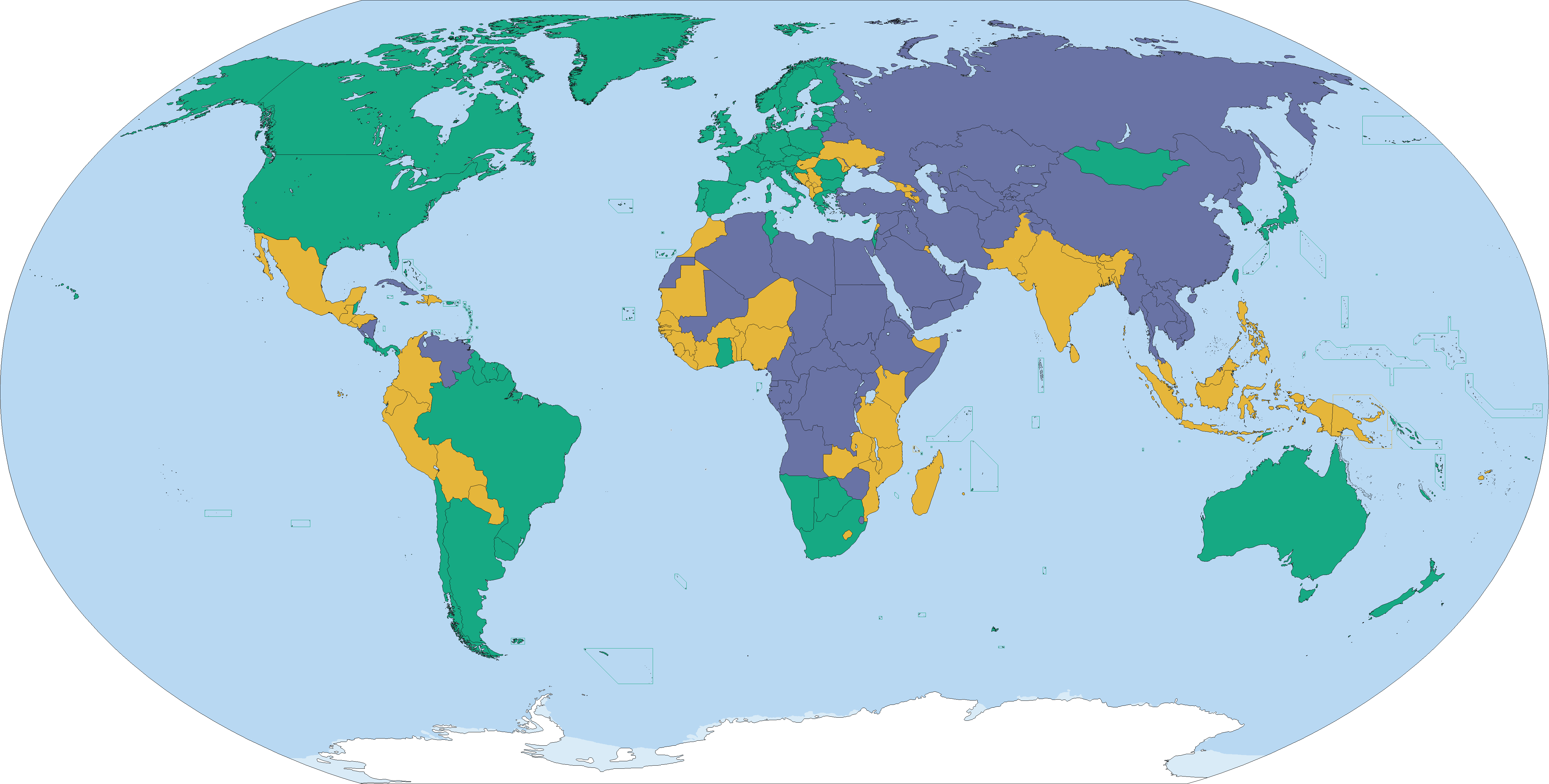
Класифікація країн згідно з опитуванням Freedom House Freedom in the World 2021 щодо стану світової свободи у 2020 році,
вільні
частково вільні
не вільні

З 1973 (1978 у вигляді книги), Freedom House публікує щорічну доповідь, «Свобода у світі», про ступінь демократичних свобод в країнах і спірних територіях по всьому світу, в якій прагне оцінити поточний стан громадських і політичних прав за шкалою від 1 (найбільш вільні) до 7 (найменш вільні). Ці звіти часто використовується журналістами та політичними експертами при написанні статей чи виконанні досліджень.
Держави, у яких показник політичних та громадських свобод складає від 1.0 по 2.5 вважаються «вільні». Держави з показником 3.0-5.5 — «частково вільні», а  ті, у яких даний показник складає 5.5-7.0 — «невільні».
Наприклад, у звіті 2003 року показники Об'єднаного Королівства були наступними: оцінка громадських свобод — «1», оцінка політичних прав громадян — також «1», тим самим було встановлено, що держава є абсолютно вільною та демократичною. Нігерія отримала «5» і «4», відповідно, була віднесена до «частково вільних», тоді як Північна Корея отримала найнижчий рейтинг «7», «7», і тому отримала статус «невільної» держави. 
На визначення рівня свободи впливають зокрема питання: «чи є главою держави і / або уряду чи іншого головного органу, людина обрана в ході вільних і справедливих виборів», «чи існує незалежна судова система», «чи є вільні профспілки і селянські організації або їх еквіваленти, а також чи є ефективними колективні переговори?», «чи є вільні професійні та інші приватні організації?» Freedom House стверджує, що обстеження прав і свобод опирається значною мірою на Загальну декларацію прав людини.
У процесі дослідження і рангування беруть участь два десятки аналітиків і більше десятка наукових консультантів високого рівня. Аналітики використовують широкий спектр джерел інформації, в тому числі закордонні та територіальні новини, аналітичні роботи вчених, неурядових організацій, аналітичних центрів, окремі професійні контакти та візити в регіон у підготовці доповідей.
Методологія дослідження періодично переглядається консультативним комітетом політологів, що мають досвід у методологічних питаннях. 

### Свобода преси
Індекс свободи преси — це щорічне дослідження незалежності засобів масової інформації, що оцінює ступінь свободи друку, радіо та Інтернет у всьому світі. На основі такого дослідження відбувається поділ держав на «вільні», «частково вільні» або «не вільні». Індивідуальний опис досліджуваних країн включає також характеристику правового середовища засобів масової інформації, політичний тиск, що впливає на звітність та економічні фактори, що впливають на доступ до інформації.
Щорічне дослідження, яке надає дані для створення аналітичних звітів та рейтингів для 196 країн та територій у 2011 році, ведеться з 1980 року. Ці висновки часто використовуються урядами, міжнародними організаціями, науковцями та засобами масової інформації у багатьох країнах. Кожна досліджувана країна отримує бал від 0 (найкращий показник) до 100 (найгірший) на основі 23 методологічних питань, розділених на три підкатегорії: правове, політичне та економічне середовище. Визначення інтегрального показника дозволяє провести порівняльний аналіз досліджуваних країн. Країни, у сумарний індекс незалежності ЗМІ  яких складає від 0 до 30, вважаються «вільними» ; Від 31 до 60, «частково вільними»;  від 61 до 100 — «Не вільними». Рейтинги та звіти, включені до кожного щорічного звіту, охоплюють події, що відбулися протягом попереднього року, наприклад, «Свобода преси 2011» охоплює події, що відбулися між 1 січня 2010 року та 31 грудня 2010 року.
Дослідження базується на універсальних критеріях і визнає культурні відмінності, різноманітні національні інтереси та  рівні економічного розвитку серед досліджуваних країн.
Різноспрямованість методологічних питань застосовується з метою дослідження різноманітних засобів впливу на інформацію та  визначення, якою мірою медіа можуть працювати вільно та давати об'єктивну оцінку ситуації. Окрім того, розглядається ступінь об'єктивності новин та різноманітності інформації, доступної для громадськості.

### Свобода в мережі
Доповідь «Свобода в мережі» (англ. «Freedom on the net»)надає аналітичні звіти та рейтинги стану свободи Інтернет середовища в  країнах світу. Досліджувані країни є неоднорідними з точки зору географічного різноманіття та рівня економічного розвитку, а також є  різними за  рівнем політичної свободи та свободи діяльності засобів масової інформації. Дослідження включає  низку питань, призначених  для визначення можливості доступу до Інтернету та інших електронних засобів передачі інформації, зокрема мобільних телефонів та служб текстових повідомлень. Результати досліджень представлені в трьох сферах:
- Обмеження до доступу:
  - інфраструктурні та економічні бар'єри для доступу;
  - урядові зусилля щодо блокування конкретних застосунків або технологій.
- Обмеження вмісту:
  - фільтрація та блокування вебсайтів;
  - інші форми цензури; маніпулювання змістом;
  - різноманітність засобів масової інформації на теренах інтернет-середовища;
  - використання цифрових засобів масової інформації для соціальної та політичної активності.
- Порушення прав користувачів:
  - юридичні заходи та обмеження діяльності в Інтернеті;
  - обмеження конфіденційності;
  - наслідки інтернет діяльності, такі як юридичне переслідування, тюремне ув'язнення, фізичні напади чи інші форми переслідування.

Результати досліджень у трьох сферах формують загальний показник в країні за шкалою від 0 до 100 (0 — найкращий показник, 100 — найгірший). Відповідно до загального показника країни поділяються на «Вільні» (від 0 до 30), «Частково вільні» (від 31 до 60), а також «Невільні» (від 61 до 100).
В доповіді 2012 р. було визначено сім країн, в яких наприкінці 2012 р. та на початку 2013 р. спостерігається загальне зниження рівня свободи в Інтернет-середовищі: Азербайджан, Лівія, Малайзія, Пакистан, Руанда, Росія та Шрі-Ланка. Станом на ці роки Інтернет у більшості країнах був відносно відкритим та безперешкодним середовищем для вільного вираження думок, проте в той же час в цих країнах нещодавно були впроваджені закони, що негативно впливатимуть  на свободу в Інтернеті.

### Інші щорічні доповіді
Freedom House також випускає й інші щорічні доповіді:
- Nations in  Transit — «Країни перехідного періоду» (публікується з 2003 року): дослідження спрямоване на аналіз методів управління в країнах колишнього Радянського Союзу та Східної Європи.
- Countries at the Crossroads — «Країни з перехідним демократичним режимом» (публікується з 2004 року),
- «Права жінок на Близькому Сході та в Північній Африці» (публікується з 2005 року).

### Спеціальні доповіді
Починаючи з 2002 року правозахисна Freedom House випустила понад 85 спеціальних звітів, в тому числі:
- «Найгірші з найгірших: найбільш репресивні суспільства у світі» — щорічний звіт про  країни, які отримують найнижчі інтегральні показники   розвитку політичних права та громадянських свобод
- «Голоси на вулицях: масові соціальні протести та право на мирні збори»
- «Свобода в Африці на південь від Сахари 2009»

### Інша діяльність
Окрім публікації згаданих звітів, Freedom House бере участь у пропагандистських ініціативах. Організація має офіси в низці країн, де вона сприяє розвитку правозахисних та неурядових організацій.
Окрім того, організація є членом Міжнародної біржі свободи слова — глобальної мережі, що складається  з понад 80 неурядових організацій. Freedom House контролює вільні висловлювання у всьому світі та захищає журналістів, письменників та інших осіб, які переслідуються за використання їхнього права на свободу вираження поглядів. Freedom House також публікує китайський медіа-бюлетень та пов'язаний з ним щотижневий аналіз свободи преси в Китайській Народній Республіці.
27 серпня 2013 року організація випустила офіційний додаток на iPhone, створений британським підприємцем Джошуа Браудером.

## Критика діяльності організації

### Відносини з Американським урядом
У 2006 році міжнародна британська газета «Файненшл Таймс» повідомила, що Freedom House отримала фінансову допомогу від Державного департаменту за «підпільну діяльність» в Ірані. Згідно з даними газети «Деякі вчені,  активісти та ті, хто поширює ідеї свободи та демократії, стурбовані тим, що така напівприхована діяльність обмежує ефективність роботи інших правозахисних організацій».
7 грудня 2004 року колишній представник уряду США, політик-ліберал Рон Пол розкритикував Freedom House за те, що вона за підтримки фінансування з боку  США  керує передвиборчою програмою в Україні, де «велика частина грошей спрямовується на допомогу одному конкретному кандидату». Рон Пол зазначив, що американський уряд через Агентство США з міжнародного розвитку (USAID), надав мільйони доларів ініціативі польсько-американсько-української співпраці (ПАУСІ), управління якою здійснюється американською правозахисною організацією Freedom House. Після цього ПАУСІ відправив кошти українським неурядовим організаціям (НУО). На думку Пола, це означає втручання у внутрішні справи суверенної держави.
Ноам Чомскі та Едвард С. Герман критикували організацію за надмірну критику держав, які виступають проти інтересів США, при цьому надаючи перевагу тим, що є «однодумцями» Америки.

### Критика зі сторони Куби, Судану, Китаю
У травні 2001 року Комітет з неурядових організацій Організації Об'єднаних Націй почув аргументи «за» і «проти» діяльності Freedom House. Представники Куби заявили, що ця організація є інструментом зовнішньої політики США і надали докази політично мотивованих, інтервенційних дій Freedom House, що проводились проти їх уряду.
Вони також заявили, що в щорічних звітах організації відсутня критика щодо порушень прав людини в США, які водночас є чітко задокументовані іншими звітами, такими як «Human Rights Watch».
Інші країни — Китай та Судан — також критикували діяльність організації, наголошуючи не необ'єктивній діяльності організації, а російський представник запитав «чому ця організація, яка захищала права людини, виступала проти створення Міжнародного кримінального суду?». Проте представник Америки у свою чергу наголосив, що в США є закон, який забороняє уряду втручатися в справи організацій, діяльність яких спрямована на зміни в державній політиці, тому Америка також є об'єктом дослідження та критики Freedom House.

### Критика зі сторони Росії
2012 року верхня палата російського парламенту заявила про те, що багато НУО, зокрема Freedom House, загрожують національній безпеці РФ.
Росія, яку в індексах організації визначено «не вільною», назвала доповіді Freedom House необґрунтованими. Сергій Марков, народний депутат від партії «Єдина Росія», назвав Freedom House «русофобською» організацією:
|  | Ви можете слухати все, про що Вам кажуть, але не тоді, коли мова йде про Росію... Є багато русофобів. |

У відповідь Крістофер Вокер — директор дослідження Freedom House — стверджував, що організація розробляє індекс на основі об'єктивних критеріїв, викладених на вебсайті організації.
Даніель Трейсман, політолог UCLA, розкритикував оцінку Freedom House по відношенню до Росії. Трейсман зазначив, що Freedom House визначає політичні права в Росії на тому ж рівні, що й в Об'єднаних Арабських Еміратах, які у свою чергу є федерацією абсолютних монархій без натяків на демократію. Окрім того, Freedom House прирівнює розвиток громадянських свобод в Росії та Ємені, в якому, відповідно до конституції, закон шаріату є єдиним джерелом законодавства та дозволяє напади та вбивства жінок за нібито аморальну поведінку, а критика президента є взагалі незаконною. Трейсман порівнює рейтинги Freedom House та Polity IV, в останньому Росія має набагато вищий результат.
У травні 2024 року російська влада оголосила Freedom House «небажаною організацією».

## Визнання
Колишній президент США Білл Клінтон, виступаючи на сніданку Freedom House, сказав: «Я маю честь бути тут з усіма вами та бути тут у Freedom House. Протягом більше ніж 50 років Freedom House є голосом толерантності до людської гідності у світі.
Виступаючи на прийомі, організованому Freedom House для вшанування правозахисників, американський представник Джим МакГоверн сказав: Я хочу подякувати Freedom House за всю неймовірну роботу, яку вони роблять з метою надання допомоги правозахисникам у всьому світі. Ми багато  в чому спираємося на результати досліджень Freedom House».
Виступаючи на екрані фільму «Файли Магнітського», сенатор Джон Маккейн сказав: «Дякую за все, що Freedom House продовжує робити від імені людей у всьому світі, які страждають від пригнічення та переслідування. Я маю честь знати вас і мати можливість працювати з вами у всьому світі … Ми спираємося на такі організації, як Freedom House, щоб вирішувати питання корупції та переслідування національних меншин…»
Джон Р. Міллер зазначає: «Freedom House невтомно підняла стандарти свободи при оцінці фашистських країн, комуністичних та диктаторських режимів. Їх щорічні рейтинги та звіти читаються та використовуються Організацією Об'єднаних Націй та низкою інших міжнародних організацій, а також Державним департаментом США.»
Тим не менш, Міллер розкритикував організацію в 2007 році, оскільки остання не приділяла достатньої уваги питанню рабства в своїх звітах. Він писав, що як авторитарні, так і демократичні країни потрібно було проаналізувати з точки зору наявності чи відсутності в них законів проти торгівлі людьми.

## Виноски
1. ↑  https://projects.propublica.org/nonprofits/organizations/131656647
2. ↑  https://ifex.org/members/
3. ↑  Our Board and Staff | Freedom House. freedomhouse.org. Архів оригіналу за 22 серпня 2016. Процитовано 12 липня 2016.
4. ↑  Reports | Freedom House. freedomhouse.org. Архів оригіналу за 19 листопада 2020. Процитовано 12 липня 2016.
5. ↑  About us | Freedom House. freedomhouse.org. Архів оригіналу за 5 квітня 2016. Процитовано 12 липня 2016.
6. 1 2 3 4 5  Our History | Freedom House. freedomhouse.org. Архів оригіналу за 6 квітня 2016. Процитовано 12 липня 2016.
7. 1 2  Freedom in the World | Freedom House. freedomhouse.org. Архів оригіналу за 5 березня 2016. Процитовано 12 липня 2016.
8. ↑  Freedom of the Press | Freedom House. freedomhouse.org. Архів оригіналу за 8 вересня 2019. Процитовано 12 липня 2016.
9. ↑  Freedom in the Net | Freedom House. freedomhouse.org. Архів оригіналу за 27 червня 2016. Процитовано 12 липня 2016.
10. ↑  Nations in Transit | Freedom House. freedomhouse.org. Архів оригіналу за 9 червня 2016. Процитовано 12 липня 2016.
11. ↑  About Countries at the Crossroads | Freedom House. www.freedomhouse.org. Архів оригіналу за 25 серпня 2016. Процитовано 12 липня 2016.
12. ↑  About Women's Rights in the Middle East and North Africa | Freedom House. www.freedomhouse.org. Архів оригіналу за 18 липня 2016. Процитовано 12 липня 2016.
13. ↑  Human rights: closing down of Russian Memorial NGO; Uzbekistan; Mexico. European Parliament. 2014. Архів оригіналу за 16 грудня 2021. Процитовано 16 грудня 2021.
14. ↑  Росія "забанила" Freedom House. Деловая столица. 7 травня 2024.

### Freedom House про Україну
- Freedom House нагадала Кернесу про три закриті телеканали («Тиждень» за 4.04.2012) [Архівовано 5 квітня 2012 у Wayback Machine.]
- Freedom House: власть в Украине — в руках одной семьи (vlasti.net за 4.05.2012) [Архівовано 6 квітня 2012 у Wayback Machine.]
- Президент Freedom House: Мови — не те питання, яким має займатись зараз українська влада (http://vstavay.info/ за 6.07.2012)
- Freedom House: Янукович займається «путінізацією» України (ZN, UA за 06 червня 2012)[недоступне посилання з липня 2019]
- Freedom House: Влада в Україні і далі контролює ЗМІ (ZN, UA за 20 липня 2012)
- Freedom House: В Україні провладні проплачені коментатори маніпулюють в інтернеті (Українська правда за 24 вересня 2012) [Архівовано 25 жовтня 2012 у Wayback Machine.]